# Phrataphernès
Phrataphernès (en grec ancien Φραταφέρνης / Phrataphérnès) est le satrape de Parthie et d'Hyrcanie sous le règne de Darius III au IVe siècle av. J.-C. Il se rallie ensuite à Alexandre le Grand.

## Biographie

### Satrape de Darius III
Phrataphernès rejoint Darius III peu avant la bataille de Gaugamèles en 331 av. J.-C. à la tête d'un contingent recruté dans ses satrapies de Parthie et d'Hyrcanie. Il accompagne le souverain achéménide dans sa fuite à travers l'Hyrcanie ; mais à sa mort il se livre volontairement à Alexandre qui l'accueille avec bienveillance et le maintient apparemment à la tête de ses provinces.

### Sous le règne d'Alexandre
Pendant qu'Alexandre est occupé à poursuivre Bessos, à l'automne 328 av. J.-C., Phrataphernès est chargé d'aller en Arie combattre l'insurrection de Satibarzanès, l'un des assassins de Darius III, avec l'aide d'Artabaze, de Caranos et d'Érigyios. Il participe également à la capture, avec Stasanor, de deux satrapes désignés par Bessos, Arsamès (Parthie) et Baranès (Arie).
L'hiver suivant (328-327), alors qu'Alexandre se trouve en Sogdiane, Phrataphernès est de nouveau missionné, cette fois pour réduire le satrape insoumis de Tapurie et du pays des Mardes, Autophradatès (ou Phradatès) ; mission qu'il accomplit avec succès puisque le chef rebelle est ramené au roi qui le fait mettre à mort.
Il rejoint Alexandre lors de la campagne d'Inde, à la tête d'un contingent de Thraces, peu de temps après la bataille de l'Hydaspe en juillet 326 ; mais il semble être retourné rapidement dans sa satrapie, d'où il envoie son fils, Pharasmanès, à la tête d'un train de bêtes de somme, afin d'approvisionner en Carmanie les troupes d'Alexandre après la terrible traversée de la Gédrosie en 325.
À l'issue des accords de Babylone après la mort d'Alexandre en juin 323, il est maintenu à la tête de ses satrapies. Il est probablement mort peu avant le nouveau partage de Triparadisos en 321 av. J.-C., puisque les sources mentionnent que la satrapie de Parthie passe aux mains de Philippe, précédemment satrape de Sogdiane.